# Ивашково (Днепропетровская область)
Ивашково (укр. Івашкове) — село в Днепровокаменском сельском совете Верхнеднепровского района Днепропетровской области Украины.
Код КОАТУУ — 1221084403. Население по переписи 2001 года составляло 185 человек.

## Географическое положение
Село Ивашково находится в 2,5 км от правого берега Каменского водохранилища,
на расстоянии в 0,5 км от села Заполички и в 1-м км от села Павловка.
Через село проходит автомобильная дорога Н-08.